# آدم غيتس
آدم غيتس (بالإنجليزية: Adam Gates)‏ هو مغني وعازف قيثارة أمريكي، ولد في 1969.

## وصلات خارجية
- الموقع الرسمي
- آدم غيتس على موقع ميوزك برينز (الإنجليزية)
- آدم غيتس على موقع ديسكوغز (الإنجليزية)